# Flaga Beninu
Flaga Beninu – używana w latach 1959–1975, a następnie od 1990 roku. Zastosowano tradycyjne barwy panafrykańskie. Zielony – nadzieja, żółty – bogactwo, czerwony – odwaga.
W czasach rządów republiki ludowej używano flagi pokrytej w całości zielenią, z czerwoną gwiazdą w lewym górnym rogu.